# ジェフ・フランシス
ジェフリー・ウィリアム・フランシス（Jeffrey William Francis , 1981年1月8日 - ）は、カナダ連邦ブリティッシュコロンビア州バンクーバー出身の元プロ野球選手（投手）。左投左打。

## 経歴

### プロ入り前
父親の影響を受け幼少時から物理学に興味を持っており、カナダの国技であるアイスホッケーより野球を好んだのも「野球は頭を使うスポーツ」だと考えていたためである。地元のブリティッシュコロンビア大学でも物理学と天文学を専攻する一方、野球部でも活躍。

### ロッキーズ時代
2002年のMLBドラフトでコロラド・ロッキーズから1巡目（全体9位）指名され、プロ入り。
2004年、AA級タルサ・ドリラーズで球団史上初となる開幕からの10連勝を記録し、さらに昇格したAAA級コロラドスプリングス・スカイソックスとの合計で16勝3敗・防御率2.21・196奪三振・29与四球という成績を残す。この年の8月に開催されるアテネ五輪では、フランシスはカナダ代表のエースとして期待されていたが、ロッキーズがフランシスをメジャーへ昇格させることになったため五輪出場は見送られた。五輪の3位決定戦でカナダ代表が日本代表に敗れメダル獲得を逃した8月25日、フランシスはメジャー昇格を果たし、同日行われたアトランタ・ブレーブス戦でメジャーデビュー。5回で三振を8個奪うも6失点を喫し、敗戦投手になる。メジャー初勝利を挙げたのは3度目の登板となった9月5日で、サンディエゴ・パドレス打線を5.1回無失点に抑えてのことだった。この年は全て先発で7試合に登板し3勝2敗・防御率5.15を記録した。シーズン終了後にはマイナーリーグでの活躍が高く評価され、『ベースボール・アメリカ』と『USAトゥデイ』のマイナー最優秀選手賞をダブル受賞。2賞の同時受賞はアンドリュー・ジョーンズ（1995年・1996年）、リック・アンキール（1999年）、ジョシュ・ベケット（2001年）に次ぐ史上4人目・5度目である。
2005年はナショナルリーグ新人王の有力候補のひとりとして期待され、先発ローテーションに定着。防御率は5.68ながら、味方打線の援護に恵まれたこともあって14勝（12敗）を挙げた。勝利数以外に128奪三振と14QSもチーム最多であったほか、勝利数・奪三振数・先発登板数・投球回数でリーグ新人選手中トップの数字を残している。この活躍から新人王の投票では、受賞こそならなかったものの6位となった。
2006年開幕前の3月に同年から開催されることとなった国際大会であるワールド・ベースボール・クラシックのカナダ代表に選出された。同大会では、1次リーグ突破を賭けた9日のメキシコ戦で、ホルヘ・カントゥに本塁打を打たれるなど1.1回6失点の成績を残した。試合は1－9で敗れ、この結果カナダとメキシコに加えてアメリカ合衆国の3チームが2勝1敗で並んだが、失点率が一番悪いカナダが1次リーグで敗退ということになった。

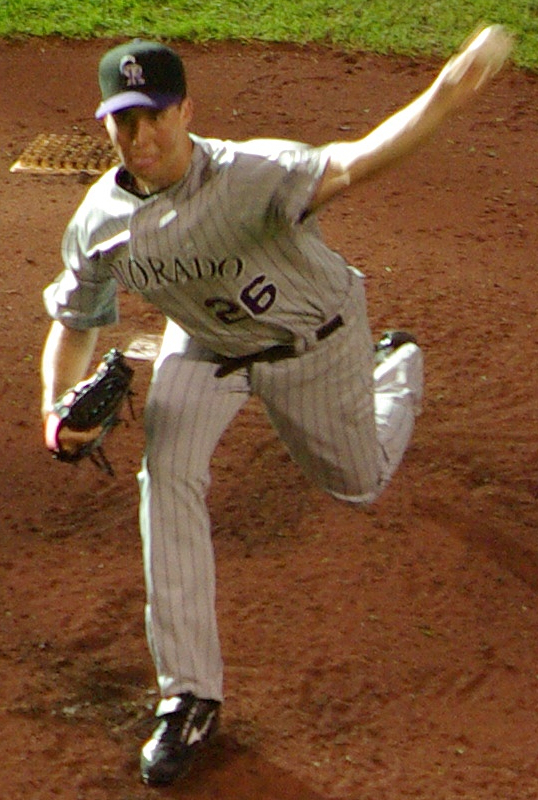
コロラド・ロッキーズ時代
(2007年6月30日)

レギュラーシーズンでは2年連続2桁勝利となる13勝を記録し、防御率は前年の5.68から4.16に改善させた。この活躍を受けてロッキーズは11月21日、まだ年俸調停権も取得していないフランシスに4年総額1,325万ドル（5年目は球団オプション）という契約を与えた。
2007年は6月14日から8月8日にかけて球団新記録となる8連勝をマークするなど、リーグ4位・球団タイ記録となる17勝を記録。ロッキーズは終盤の快進撃で12年ぶりのポストシーズン進出を果たし、地区シリーズやリーグ優勝決定戦も無敗で勝ち上がって、球団創設15年目で初のワールドシリーズ出場を決める。フランシスは地区シリーズ初戦を6回2失点、リーグ優勝決定戦初戦を6.2回1失点と好投し、エースとしての役割を果たした。しかしボストン・レッドソックスを相手に先発したワールドシリーズ初戦では、4回6失点と結果を残せず敗戦投手になり、チームはその後も1勝もできないまま4連敗で世界一を逃した。
2008年は6月終了時点で17試合に登板するも、3勝7敗・防御率5.67と不振に陥る。7月2日には左肩の炎症のため自身初の故障者リスト入り。8月には復帰したものの、シーズン成績は4勝10敗と初の負け越しに加え防御率も5点台に終わった。
2009年2月、左肩の手術に踏み切る。これにより、同年3月の第2回WBCではカナダ代表の試合が地元ロジャース・センターで開催されることになっていたが、フランシスは出場を辞退。さらにMLBレギュラーシーズンも棒に振った。
2010年5月16日のワシントン・ナショナルズ戦で復帰。勝利投手にこそならなかったものの7回1失点の好投を見せた。その6日後、22日の試合では6.1回無失点で復帰初勝利を手にする。ただ復帰3戦目となった28日の試合で5.1回5失点と打ち込まれると、それ以降はシーズン終了までの18登板中17試合で2失点以上と崩れた。シーズン終了後の11月3日にFAとなった。

### ロイヤルズ時代
2011年1月14日にカンザスシティ・ロイヤルズと1年200万ドル+出来高で契約。

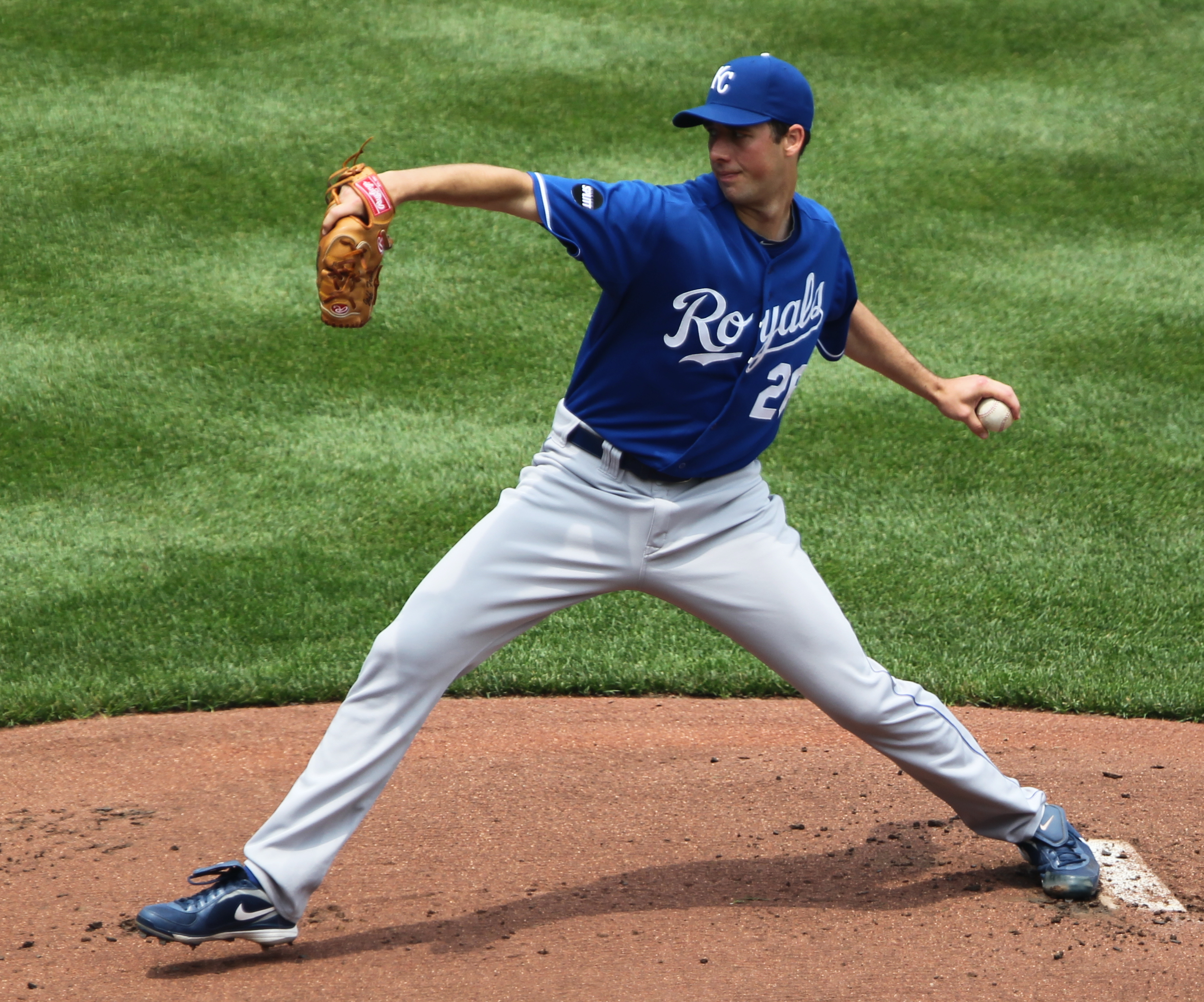
カンザスシティ・ロイヤルズ時代
(2011年5月26日)

同年は、ほぼローテを守ったが、6勝16敗・防御率4.82と内容は伴わなかった。同年限りで、退団した。

### レッズ傘下時代

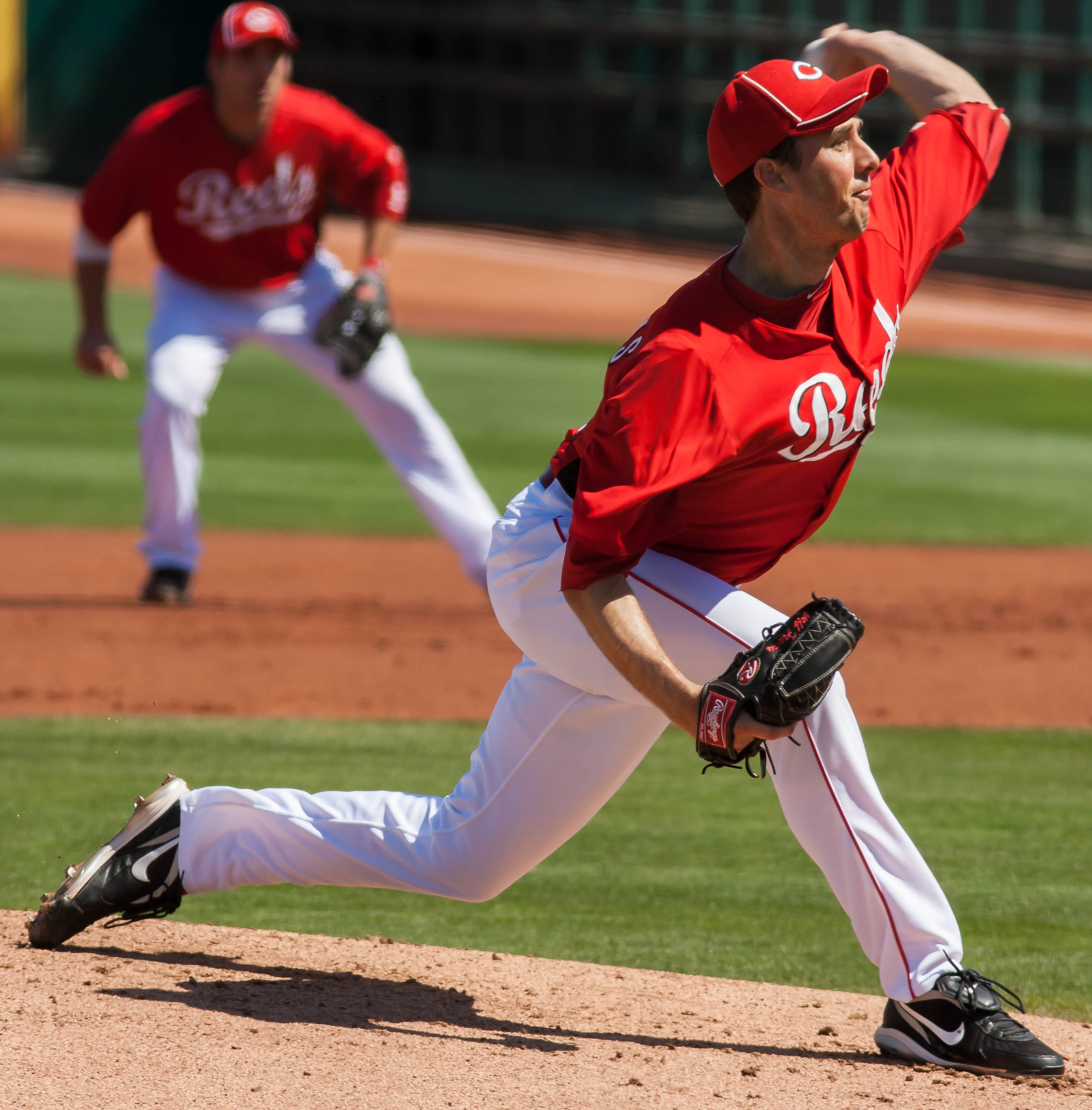
シンシナティ・レッズ時代
(2012年3月20日)

2012年1月25日にシンシナティ・レッズとマイナー契約を結んだ。レッズではメジャーに昇格できず、6月1日に契約破棄条項を行使して退団した。

### ロッキーズ復帰

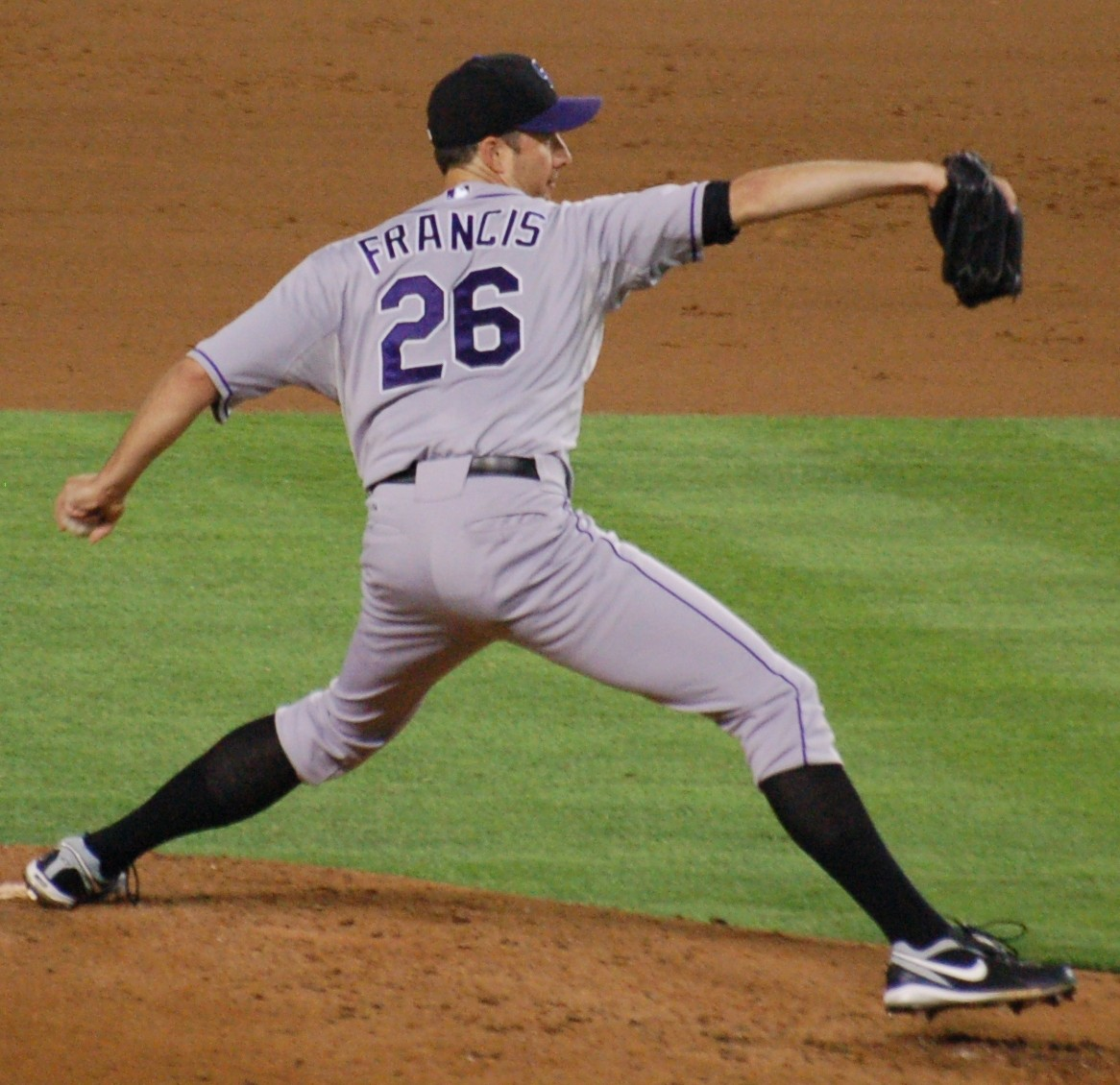
コロラド・ロッキーズ時代
(2012年9月28日)

2012年6月8日に古巣のロッキーズと契約し、メジャー復帰を果たした。オフの10月29日にFAとなったが、12月19日に1年150万ドル（投球回数に応じた出来高が最大で150万ドル）でロッキーズと再契約した。
2013年10月31日にFAとなった。

### レッズ復帰
2014年1月13日にレッズとマイナー契約を結んだ。AAA級ルイビル・バッツで開幕を迎え、8試合に登板。4勝3敗、防御率3.33の成績で、5月15日にレッズとメジャー契約を結んだ。同日のパドレス戦で先発起用されたが、クリス・デノーフィアに本塁打を打たれるなど、5回を投げ5安打3失点で負け投手となり、5月16日にDFAとなった。

### アスレチックス時代

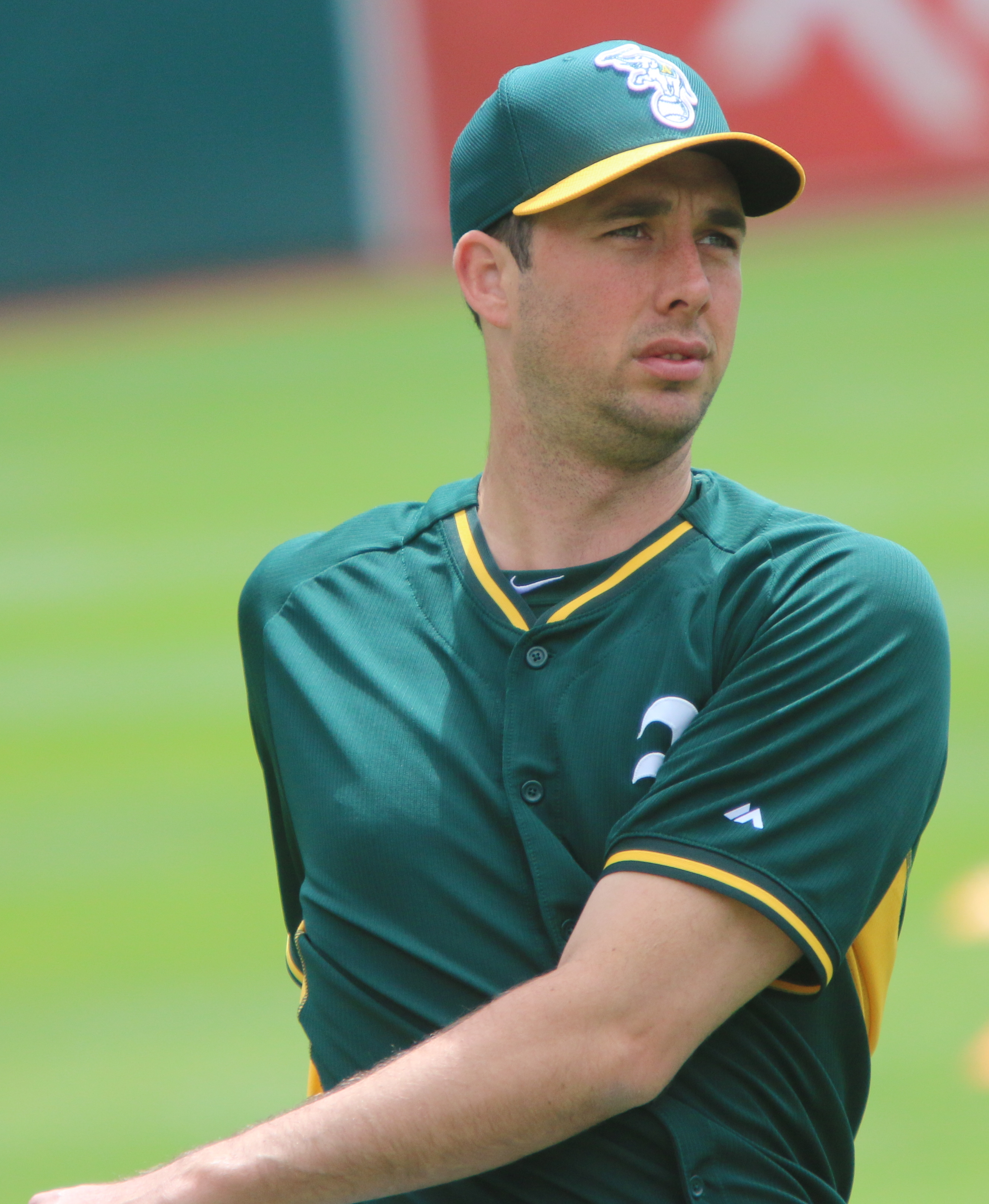
オークランド・アスレチックス時代
(2014年6月15日)

2014年5月18日にウェイバー公示を経てオークランド・アスレチックスへ移籍した。移籍後はリリーフとして9試合に登板したが、0勝1敗・防御率6.08と結果を残せず、7月3日にDFAとなった。

### ヤンキース時代
2014年7月11日に後日発表選手とのトレードで、ニューヨーク・ヤンキースへ移籍した。7月22日のテキサス・レンジャーズ戦で移籍後初登板し、延長14回から8番手として1回を無失点に抑えると、直後の14回裏にこの日から加入したチェイス・ヘッドリーがサヨナラ安打を放ち、勝利投手となった。2試合目の登板となった7月26日のトロント・ブルージェイズ戦では、9回1死から登板したが1安打1失点（1本塁打）と結果を残せず、7月28日にDFAとなった。その後、8月5日に自由契約となった。

### ブルージェイズ時代
2014年10月31日にブルージェイズとマイナー契約を結んだ。
2015年は開幕を傘下のAAA級バッファロー・バイソンズで迎えたが、4月19日に昇格。同日のアトランタ・ブレーブス戦で移籍後初登板を果たしたが、この試合で捕手を務めたのはラッセル・マーティンだったため、球団初のカナダ人バッテリーが実現した。5月18日にDFAとなり、20日にAAA級バッファローに異動した。
6月17日に2015年パンアメリカン競技大会の男子野球カナダ代表に選出された。同大会では2大会連続2度目の優勝を果たし、金メダルを獲得した。
9月1日にメジャー契約を結び昇格した。レギュラーシーズンでは14試合に登板したが、4年連続で防御率5.50以上となる6.14、自己最高の奪三振率8.6を記録した。同年11月2日にFAとなった。12月16日に現役引退を表明した。

### 引退後
2015年12月、現役引退を表明した
2022年2月、カナダ野球殿堂に表彰された。

## 投球スタイル
ツーシームとフォーシームの2種類の速球を87-91mph（約140.0-146.4km/h）の球速で上下左右にコントロールし、大きく斜めに曲がるカーブやチェンジアップと組み合わせて、打者のバランスを崩す頭脳的なピッチングが持ち味。肩の故障後は、85mph（約136.8km/h）程度まで速球の平均球速が落ちてしまった。

## 詳細情報

### 年度別投手成績
| 年 度     | 球 団     | 登 板 | 先 発 | 完 投 | 完 封 | 無 四 球 | 勝 利 | 敗 戦 | セ 丨 ブ | ホ 丨 ル ド | 勝 率 | 打 者 | 投 球 回 | 被 安 打 | 被 本 塁 打 | 与 四 球 | 敬 遠 | 与 死 球 | 奪 三 振 | 暴 投 | ボ 丨 ク | 失 点 | 自 責 点 | 防 御 率 | W H I P |
| --------- | --------- | ----- | ----- | ----- | ----- | -------- | ----- | ----- | -------- | ----------- | ----- | ----- | -------- | -------- | ----------- | -------- | ----- | -------- | -------- | ----- | -------- | ----- | -------- | -------- | ------- |
| 2004      | COL       | 7     | 7     | 0     | 0     | 0        | 3     | 2     | 0        | 0           | .600  | 164   | 36.2     | 42       | 8           | 13       | 1     | 1        | 32       | 2     | 0        | 22    | 21       | 5.15     | 1.50    |
| 2005      | COL       | 33    | 33    | 0     | 0     | 0        | 14    | 12    | 0        | 0           | .538  | 828   | 183.2    | 228      | 26          | 70       | 5     | 8        | 128      | 2     | 0        | 119   | 116      | 5.68     | 1.62    |
| 2006      | COL       | 32    | 32    | 1     | 1     | 1        | 13    | 11    | 0        | 0           | .542  | 843   | 199.0    | 187      | 18          | 69       | 15    | 13       | 117      | 0     | 0        | 101   | 92       | 4.16     | 1.29    |
| 2007      | COL       | 34    | 34    | 1     | 1     | 0        | 17    | 9     | 0        | 0           | .654  | 922   | 215.1    | 234      | 25          | 63       | 7     | 7        | 165      | 1     | 1        | 103   | 101      | 4.22     | 1.38    |
| 2008      | COL       | 24    | 24    | 0     | 0     | 0        | 4     | 10    | 0        | 0           | .286  | 636   | 143.2    | 164      | 21          | 49       | 4     | 3        | 94       | 0     | 0        | 84    | 80       | 5.01     | 1.48    |
| 2010      | COL       | 20    | 19    | 0     | 0     | 0        | 4     | 6     | 0        | 0           | .400  | 441   | 104.1    | 119      | 11          | 23       | 3     | 2        | 67       | 1     | 0        | 61    | 58       | 5.00     | 1.36    |
| 2011      | KC        | 31    | 31    | 1     | 0     | 0        | 6     | 16    | 0        | 0           | .273  | 803   | 183.0    | 224      | 19          | 39       | 5     | 5        | 91       | 5     | 1        | 102   | 98       | 4.82     | 1.44    |
| 2012      | COL       | 24    | 24    | 0     | 0     | 0        | 6     | 7     | 0        | 0           | .462  | 502   | 113.0    | 145      | 15          | 22       | 5     | 8        | 76       | 2     | 0        | 71    | 70       | 5.58     | 1.48    |
| 2013      | COL       | 23    | 12    | 0     | 0     | 0        | 3     | 5     | 0        | 0           | .375  | 324   | 70.1     | 89       | 12          | 24       | 2     | 1        | 63       | 5     | 0        | 54    | 49       | 6.27     | 1.61    |
| 2014      | CIN       | 1     | 1     | 0     | 0     | 0        | 0     | 1     | 0        | 0           | .000  | 20    | 5.0      | 5        | 1           | 0        | 0     | 0        | 4        | 0     | 0        | 3     | 3        | 5.40     | 1.00    |
| 2014      | OAK       | 9     | 0     | 0     | 0     | 0        | 0     | 1     | 1        | 0           | .000  | 55    | 13.1     | 11       | 1           | 3        | 1     | 1        | 10       | 1     | 0        | 9     | 9        | 6.08     | 1.05    |
| 2014      | NYY       | 2     | 0     | 0     | 0     | 0        | 1     | 0     | 0        | 0           | 1.000 | 7     | 1.2      | 2        | 1           | 0        | 0     | 0        | 1        | 0     | 0        | 1     | 1        | 5.40     | 1.20    |
| '14計     | NYY       | 12    | 1     | 0     | 0     | 0        | 1     | 2     | 1        | 0           | .333  | 82    | 20.0     | 18       | 3           | 3        | 1     | 1        | 15       | 1     | 0        | 13    | 13       | 5.85     | 1.05    |
| 2015      | TOR       | 14    | 0     | 0     | 0     | 0        | 1     | 2     | 0        | 0           | .333  | 100   | 22.0     | 27       | 3           | 9        | 0     | 1        | 21       | 2     | 0        | 16    | 15       | 6.14     | 1.64    |
| MLB：11年 | MLB：11年 | 254   | 217   | 3     | 2     | 1        | 72    | 82    | 1        | 0           | .468  | 5645  | 1291.0   | 1477     | 161         | 384      | 48    | 50       | 869      | 21    | 2        | 746   | 713      | 4.97     | 1.44    |

### 年度別守備成績
| 年 度 | 球 団 | 投手（P） | 投手（P） | 投手（P） | 投手（P） | 投手（P） | 投手（P） |
| 年 度 | 球 団 | 試 合     | 刺 殺     | 補 殺     | 失 策     | 併 殺     | 守 備 率  |
| ----- | ----- | --------- | --------- | --------- | --------- | --------- | --------- |
| 2004  | COL   | 7         | 2         | 6         | 0         | 1         | 1.000     |
| 2005  | COL   | 33        | 5         | 20        | 0         | 0         | 1.000     |
| 2006  | COL   | 32        | 4         | 38        | 0         | 2         | 1.000     |
| 2007  | COL   | 34        | 12        | 33        | 0         | 2         | 1.000     |
| 2008  | COL   | 24        | 8         | 21        | 1         | 0         | .967      |
| 2010  | COL   | 20        | 2         | 17        | 0         | 3         | 1.000     |
| 2011  | KC    | 31        | 4         | 31        | 0         | 3         | 1.000     |
| 2012  | COL   | 24        | 5         | 23        | 0         | 1         | 1.000     |
| 2013  | COL   | 23        | 6         | 12        | 0         | 1         | 1.000     |
| 2014  | CIN   | 1         | 0         | 1         | 0         | 0         | 1.000     |
| 2014  | OAK   | 9         | 0         | 0         | 0         | 0         | ----      |
| 2014  | NYY   | 2         | 0         | 0         | 0         | 0         | ----      |
| '14計 | NYY   | 12        | 0         | 1         | 0         | 0         | 1.000     |
| 2015  | TOR   | 14        | 1         | 3         | 0         | 0         | 1.000     |
| MLB   | MLB   | 254       | 49        | 205       | 1         | 13        | .996      |

- 各年度の太字はリーグ最高

### 背番号
- 26 (2004年 - 2014年途中)
- 29 (2014年途中 - 同年途中)
- 53 (2014年途中 - 同年終了)
- 35 (2015年)

### 代表歴
- 2006 ワールド・ベースボール・クラシック・カナダ代表
- 2015年パンアメリカン競技大会男子野球カナダ代表